# Sede Dawid
Sede Dawid (hebr.: שדה דוד) – moszaw położony w samorządzie regionu Lachisz, w Dystrykcie Południowym, w Izraelu.
Leży na pograniczu północno-zachodniej części pustyni Negew i Szefeli, w pobliżu miasta Kirjat Gat.

## Historia
Moszaw został założony w 1955 przez imigrantów z Maroka. Nazwany na cześć Zalmana Davida Levontina, człowieka który wspierał żydowskie osadnictwo rolnicze w Izraelu i założył Bank Leumi.

## Gospodarka
Gospodarka moszawu opiera się na intensywnym rolnictwie i uprawach w szklarniach.